# Шептицкие
Шептицкие (укр. Шептицькі) — древний боярский и шляхетский род галицко-русского происхождения, герба Сас и герба Шептицкий. Род получил своё название от селения Шептичи (Шептицы) в Галичине (ныне Львовская область Украины). До XVI века их фамилия писалась «з Шептиц» («z Szeptyc»). Грамоту на право земельного владения пожаловал их предку в 1284 году сын короля Даниила Галицкого — галицко-волынский князь Лев Данилович. Шептицкие занимали высокие военные, государственные должности в Галицком, а позднее в Польско-Литовском и Австрийском государствах.
В 1701—1703 годы Шептицкие перешли из православной в греко-католическую веру. Род Шептицких выдвинул целую плеяду высших церковных иерархов украинской греко-католической и польской римо-католической Церквей. Среди них, кроме Атанасия, Варлаам, Лев, Андрей и Климентий Шептицкие. Все они оставили яркий след в истории Украинской греко-католической церкви.

## Известные носители
- Шептицкий, Роман Мария Александр (митрополит Андрей) (1865—1944) — митрополит Галицкий, предстоятель Украинской греко-католической церкви в 1901—1944 годах.
- Шептицкий, Мария Казимир (архимандрит Климентий) (1869—1951) — архимандрит Украинской греко-католической церкви, брат митрополита Андрея (Шептицкого).
- Шептицкий, Людовик (митрополит Лев) (1717—1779) — митрополит Киевский, Галицкий и всея Руси, предстоятель Украинской греко-католической церкви в 1778—1779 годах.
- Шептицкий, Атанасий (1686—1746) — епископ Украинской греко-католической церкви, Митрополит Киевский, Галицкий и всея Руси.
- Шептицкая, София (1837—1904) — польская писательница, художница. Мать митрополита Андрея и Климентия Шептицких.
- Шептицкий, Станислав (1867—1950) — граф, генерал-майор австро-венгерской армии и генерал-лейтенант Войска Польского, министр обороны Второй Польской республики.